# Климович, Иван Сергеевич
Иван Сергеевич Климович (род. 26 августа 2003, Новосибирск) — российский хоккеист, нападающий.

## Биография
Сын хоккеиста Сергея Климовича. Трое из четырёх остальных братьев (Егор, Никита, Фёдор) также хоккеисты.
Играл в хоккейной школе «Белгорода», с 2025 года — в «Сибири». В сезонах 2022/23 — 2023/24 — игрок команды МХЛ «Сибирские снайперы». 23 ноября 2022 года дебютировал в КХЛ в домашнем матче «Сибири» с «Амуром» (4:1).

## Статистика выступлений
| Легенда | Легенда                    | Легенда | Легенда                   | Легенда | Легенда    |
| ------- | -------------------------- | ------- | ------------------------- | ------- | ---------- |
| И       | Количество проведённых игр | Штр     | Штрафное время            | +/−     | Плюс-минус |
| Г       | Голы                       | П       | Голевые передачи          | О       | Очки       |
| -       | Статистика неизвестна      | —       | Статистика не учитывалась |         |            |